# Connessione di Levi Civita
In geometria differenziale, la connessione di Levi-Civita è, su una varietà riemanniana, l'unica connessione senza torsione che preserva la metrica. Il suo nome è dovuto a Tullio Levi-Civita.
Grazie alla connessione di Levi-Civita, il tensore metrico della varietà riemanniana risulta essere quindi ingrediente sufficiente per definire univocamente concetti più elaborati come derivata covariante, geodetica, trasporto parallelo.

## Definizione
Sia {\displaystyle (M;g)} una varietà riemanniana. Una connessione {\displaystyle \nabla } è di Levi-Civita se valgono le proprietà seguenti:
- non ha torsione, ossia, si ha: {\displaystyle \nabla _{X}Y-\nabla _{Y}X=[X,Y]}
- preserva la metrica, cioè:

{\displaystyle \nabla _{X}(g(Y,Z))=g(\nabla _{X}Y,Z)+g(Y,\nabla _{X}Z)\,.}
Ovvero, equivalentemente
{\displaystyle \nabla _{X}g=0\,.}
Entrambe le proprietà possono essere espresse usando la notazione con indici. Una connessione è di Levi-Civita se in ogni carta valgono le proprietà seguenti:
- i simboli di Christoffel sono simmetrici negli indici in basso, cioè:

{\displaystyle \Gamma _{ij}^{k}=\Gamma _{ji}^{k}}
- la derivata covariante del tensore metrico è nulla, cioè:

{\displaystyle \nabla _{k}g_{ij}=0\,.}

## Proprietà

### Esistenza e unicità
Il seguente fatto è un risultato fondamentale della geometria riemanniana.
Una varietà riemanniana o pseudo-riemanniana ha un'unica connessione di Levi-Civita. 
La dimostrazione di questo fatto può essere svolta nel modo seguente. I simboli di Christoffel definiscono il termine da aggiungere in una carta alla usuale derivata parziale per ottenere la derivata covariante. Per ogni connessione e in ogni carta vale quindi la relazione
{\displaystyle \nabla _{k}g_{ij}=\partial _{k}g_{ij}-\Gamma _{kj}^{h}g_{hi}-\Gamma _{ik}^{h}g_{jh}.}
Supponiamo che la connessione sia di Levi-Civita. Questa quantità è quindi zero, perché si richiede che la derivata covariante della metrica sia nulla.
Permutando i tre indici {\displaystyle i,j,k} in modo ciclico si ottengono tre uguaglianze. Sottraendo le ultime due uguaglianze dalla prima, e usando la simmetria dei simboli di Christoffel (la torsione è nulla) si ottiene:
{\displaystyle \partial _{i}g_{jk}-\partial _{j}g_{ki}-\partial _{k}g_{ij}+2\Gamma _{jk}^{h}g_{hi}=0.}
Il simbolo di Christoffel può essere esplicitato moltiplicando questa relazione per {\displaystyle g^{li}}. Il risultato è
{\displaystyle \Gamma _{jk}^{l}={\frac {1}{2}}g^{li}(\partial _{j}g_{ki}+\partial _{k}g_{ij}-\partial _{i}g_{jk}).}
Questo dimostra l'unicità della connessione. D'altra parte, questa uguaglianza può essere usata per definire una connessione di Levi-Civita: è sufficiente verificare che una tale definizione fornisca effettivamente una connessione, e cioè che i simboli {\displaystyle \Gamma _{jk}^{l}} così definiti cambino al mutare delle coordinate come i simboli di Christoffel.

### Innalzamento e abbassamento degli indici
Una connessione di Levi-Civita ha delle buone proprietà rispetto all'operazione di innalzamento e abbassamento degli indici, effettuata tramite contrazione con il tensore metrico o il suo inverso. Innanzitutto, anche il tensore metrico inverso ha derivata covariante nulla:
{\displaystyle \nabla _{k}g^{ij}=0.}
Perciò la derivata covariante commuta con l'innalzamento o abbassamento degli indici. Ad esempio, se {\displaystyle V^{i}} è un campo vettoriale:
{\displaystyle \nabla _{k}(g_{ij}V^{j})=(\nabla _{k}g_{ij})V^{j}+g_{ij}(\nabla _{k}V^{j})=g_{ij}(\nabla _{k}V^{j}).}